# Längenbühl
Längenbühl (toponimo tedesco) è una frazione di 369 abitanti del comune svizzero di Forst-Längenbühl, nel Canton Berna (regione dell'Oberland, circondario di Thun).

## Storia

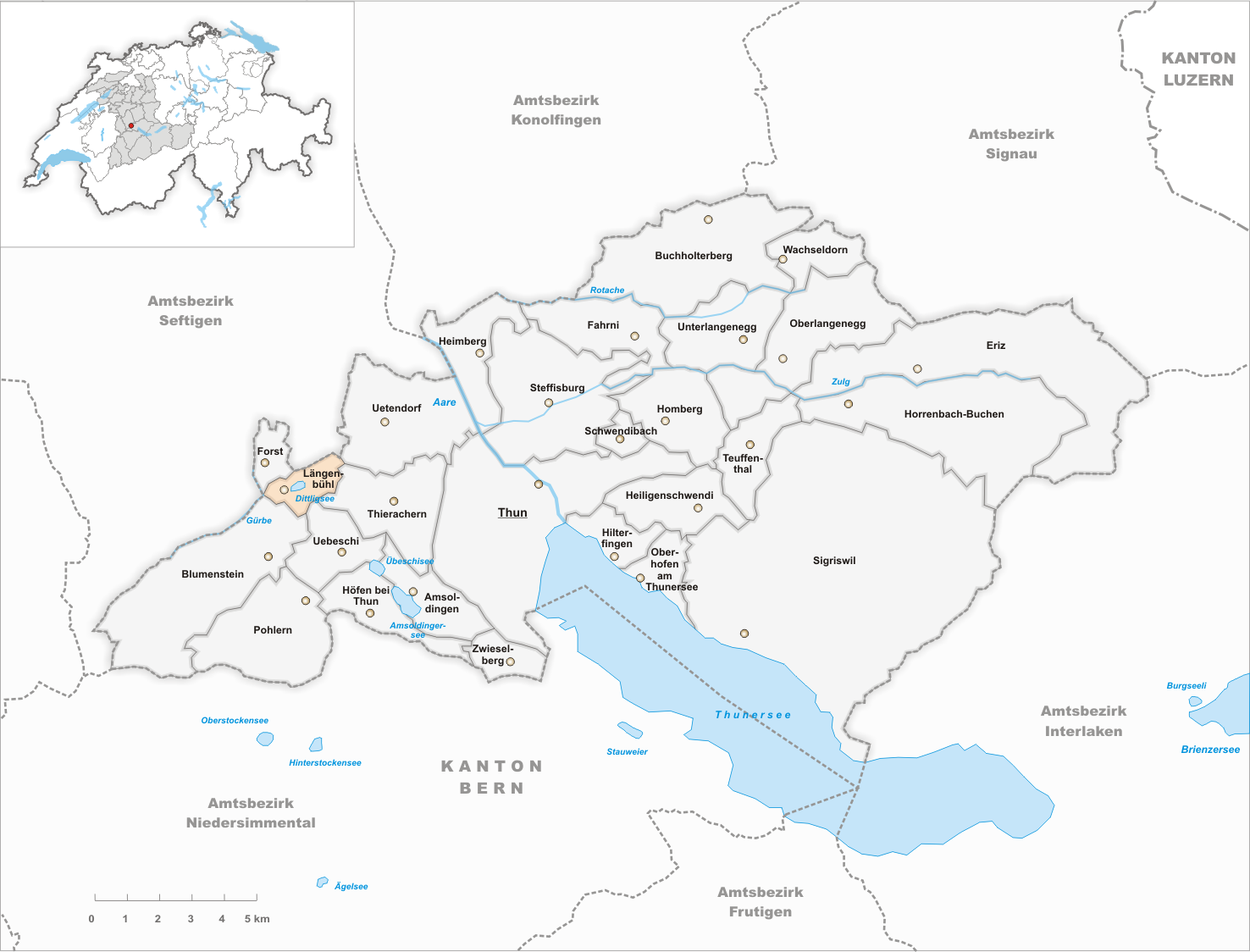
Il territorio del comune di Längenbühl prima degli accorpamenti comunali del 2006

Già comune autonomo appartenente al distretto di Thun, che si estendeva per 2,65 km² e che comprendeva anche la frazione di Dittligen, il 1º gennaio 2007 è stato accorpato all'altro comune soppresso di Forst per formare il nuovo comune di Forst-Längenbühl.

## Società

### Evoluzione demografica
L'evoluzione demografica è riportata nella seguente tabella:
Abitanti censiti

## Amministrazione
Ogni famiglia originaria del luogo fa parte del cosiddetto comune patriziale e ha la responsabilità della manutenzione di ogni bene ricadente all'interno dei confini del comune.